# Christof Fidelis Kimmel
Christof Fidelis Kimmel (Brussel, 1792 – Ljubljana, 23 augustus 1869) was een Oostenrijks beeldhouwer. 
Kimmel werkte onder meer samen met de Weense kunstenaar en beeldhouwer Josef Klieber. Kimmel maakte de reliëfs op het monument ter ere van Andreas Hofer in Innsbruck (1834). Een belangrijk werk van Kimmel staat in de Weense kerk Maria am Gestade. In het kader van de restauratie, die na 1812 begon, maakte Kimmel een sculptuur van de Heilige Drie-eenheid die onderdeel is van het hoogaltaar.
Een dochter van Kimmel trouwde met de Krainse schilder Filip Fröhlich. Christof Kimmel leefde van 1867 tot aan zijn dood in 1869 bij zijn dochter en schoonzoon in Ljubljana.